# グルー継ぎ
グルー継ぎ（英: Gluetsugi）は、日本の伝統的な修復技法である金継ぎを現代的にアレンジし、合成樹脂粘土「wGlue®」を用いて陶磁器の欠けや割れを修復する手法である。
漆や金粉を使用せず、比較的短時間で修復が可能であることから、手軽さと安全性を兼ね備えている。

## 概要
グルー継ぎは、エポキシ系樹脂粘土であるwGlue®を使用し、陶磁器の欠けや割れを装飾的に修復する技法である。wGlue®はA剤とB剤を同量混ぜ合わせて使用し、硬化後は高い強度を持つため補強材を必要としない。また自然鉱物を主成分としており、食品と接触しても安全に使用できるとされる。
この技法は、株式会社wGlue Japan代表の山岡まさえにより考案され、2023年より「グルー継ぎ」として体系化された。認定講師制度やワークショップを通じて、日本国内外での普及が進められている。
2024年以降、全国のカルチャーセンターなどでもグルー継ぎの講座が定期的に開催されている。

## 特徴
- 手軽さ：漆や金属粉を使用せず、wGlue®のみで修復が可能なため、初心者でも取り組みやすい。硬化時間は、ある程度の硬化まで約3時間、完全硬化まで約24時間を要する。

- 安全性：wGlue®は自然鉱物とエポキシ樹脂を主成分とし、食品との接触にも配慮された素材である。国際的な第三者試験機関であるSGSによって、重金属類、難燃剤、フタル酸エステル類に関する安全性試験が実施され、いずれの項目においても不検出との評価が得られている。

また、日本国内では、2023年に一般財団法人化学研究評価機構 高分子試験評価センターによる食品衛生法に基づく溶出試験が実施され、すべての項目で基準値以下であることが確認されている。

## 修復プロセス
1. 混合：A剤とB剤を同量混ぜ合わせる。
2. 適用：混合したwGlue®を欠けや割れ部分に塗布し、形を整える。
3. 固定：必要に応じてテープなどで固定し、硬化を待つ。
4. 仕上げ：硬化後、必要に応じて研磨や装飾を施す。